# От този момент
„От този момент“ е песен на българската певица Гергана. Музиката е на Оцко, а текстът – на Лора Димитрова. Малко преди премиерата певицата публикува в официалната си Фейсбук страница тийзъра на песента. Песента дебютира от първо място в класациите на Сигнал.бг и Радио Веселина.

## Видеоклип
Видеоклипът на песента е заснет в София. Режисьор на видеоклипа е Люси. Певицата споделя, че водеща идея в проекта ѝ е, че всеки трябва да намери сили в себе си да продължи напред, дори и след тежък момент.

## В класациите
| Класация (2013)               | Най-добра позиция |
| ----------------------------- | ----------------- |
| Планета Топ 20                | 12                |
| Веселина Топ 10               | 1                 |
| 50-те най – Сигнал.бг         | 1                 |
| Попфолк Хит – Сигнал.бг       | 1                 |
| Видео Топ 20 – Сигнал.бг      | 1                 |
| Попфолк класация – meloman.bg | 4                 |